# Тюшов Владимир Николаевич
Владимир Николаевич Тюшов (24 мая (5 июня) 1866, Томск — ноябрь 1936, Батуми) — российский и советский врач, натуралист, исследователь Камчатки.

## Биография
Родился 24 мая (по ст. стилю) 1866 года в Томске в семье чиновника. Учился в Томской гимназии. В 1885 году после окончания гимназии поступил на физико-математический факультет Санкт-Петербургского университета. В 1887 году был исключен из университета как политически неблагонадёжный, и в сентябре 1887 года был без экзаменов зачислен на первый курс медицинского факультета Дерптского университета. В мае 1893 года окончил этот университет и был назначен на должность окружного врача Петропавловского уезда.
В апреле 1894 года приехал в Петропавловск. С первых же лет пребывания на Камчатке помимо врачебной деятельности занимался изучением окружающей природы, в частности горной системы полуострова. В феврале 1895 года совершил своё первое восхождение на Авачинскую сопку. В том же году в приложении к «Приамурским ведомостям» было опубликовано сочинение Тюшова «Из дневника поездки от г. Петропавловска (на Камчатке) в селение Апачу».
Летом 1897 года сопровождал чиновника и этнографа В. П. Маргаритова в его инспекторской поездке по полуострову, преодолев на лодках и лошадях более 1 300 вёрст, при этом Маргаритов и Тюшов предприняли неудачную попытку подняться на Ключевскую сопку.
В 1898 году познакомился и подружился с геологом К. И. Богдановичем, прибывшим в Петропавловск в ходе Охотско-Камчатской горной экспедиции (1895—1898), при этом Богданович обучил Тюшова основам полевого картирования. Вскоре Богданович обратился с письмом к председателю Отделения физической географии Императорского Русского географического общества (ИРГО) И. В. Мушкетову о необходимости исследований камчатских ледников, предложив для их выполнения кандидатуру Тюшова. При этом Богданович отметил, что «Тюшов обладает <…> солидными разнообразными познаниями по естествознанию вообще и физической географии и геологии в частности». Совет ИРГО счёл исследования целесообразными и, одобрив предложенную кандидатуру, ассигновал Тюшову 1000 руб. 10 ноября 1899 года Тюшов был избран действительным членом ИРГО (по рекомендации Богдановича и Мушкетова).
В 1900—1901 годах, выполняя поручение ИРГО, исследовал ледники Ключевской группы вулканов, в частности ледник Бильченок, по которому безуспешно пытался подняться на гору Плоская Дальняя. Одному из неизвестных ледников в этом районе присвоил имя Богдановича. После этого обследовал вулканы Заречный, Харчинский и Шивелуч, расположенные к северу от Ключевской группы. Собранная Тюшовым коллекция горных пород была впоследствии использована геологом А. Н. Заварицким при создании работы «Северная группа вулканов Камчатки» (1935).
В 1900 году Н. Л. Гондатти доставил в ИРГО путевые заметки и дневники Тюшова. В 1906 году они были изданы под названием «По западному берегу Камчатки» с предисловием Богдановича (в рамках Записок ИРГО по общей географии). При этом книга содержит не только описания природы, в частности вулканов и ледников, но и этнографический материал: описание быта камчадалов и их собственные рассказы о нём, примеры местного фольклора, словники камчадальского языка (всего Тюшов записал около 1 300 слов и выражений), а также предложения по просвещению и улучшению медицинского обслуживания местного населения. По оценке советских исследователей, работа Тюшова стала «крупным событием в географической жизни России».
В 1904 году вступил в конфликт с петропавловским уездным начальником А. П. Сильницким, выступив одним из инициаторов признания последнего сумасшедшим, в результате чего был подвергнут кратковременному аресту. В конечном итоге Сильницкий был смещён с должности, но впоследствии признан психически здоровым.
В 1908—1910 годах принимал активное участие в деятельности различных отрядов Камчатской экспедиции ИРГО (состоялась по инициативе и благодаря финансированию Ф. П. Рябушинского). Содействовал разработке плана работы ботанического отдела экспедиции на летние сезоны 1908 и 1909 годов, однако в полевых исследованиях отдела участвовать не смог из-за служебных обязанностей. В ходе экспедиции сблизился с главой ботанического отдела В. Л. Комаровым, который высоко оценил знание Тюшовым местной жизни и природы и, в частности, убеждал того не медлить с печатью рукописей, «так как для каких бы то ни было выводов и обобщений по Камчатке его сведения были основными, и наши, собранные за сравнительно короткое время, никогда не заменят его многолетних и тщательных исследований».
Кроме того, в доме Тюшова на время экспедиции остановились учёные из геологического отдела (С. А. Конради, Н. Г. Келль, Е. В. Круг), с которыми у него также сложились дружеские отношения. В июле 1909 года в составе геологического отдела поднялся на Жупановский вулкан.
Летом того же года после многолетних усилий добился открытия первой на Камчатке больницы на пять коек. В подчинении Тюшова как единственного врача больницы находились фельдшер и два санитара. После открытия больницы сосредоточился на стационарном лечении, сократив врачебные поездки по уезду.
В 1912 году вышел на пенсию и сначала перебрался с семьёй в Томск (там ещё жили его отец и сёстры). В следующем году после ряда путешествий по России и за её пределами семья осела близ Батума (на даче в Махинджаури).
В 1914 году с началом Первой мировой войны был мобилизован и работал в Батумском военном госпитале.
В 1919 году переехал с семьёй в посёлок Чакву, где создал амбулаторию с аптекой, а в начале 1920-х годов заведовал эвкалиптовой лабораторией.
В 1924 году перебрался в село Цихис-Дзыри, после чего сосредоточился на исследовании геологии окрестностей Батума. В 1925 году на заседании Кавказского отдела Географического общества прочитал доклад «О Батумских латеритах и моренных отложениях в западном Закавказье», а в 1928 году выпустил монографию «Ледниковые явления на Кавказе».
В 1926 году встретил участника экспедиции 1908—1910 годов Е. В. Круга, который занимался нефтеразведкой в Закавказье. По приглашению Круга в 1926—1930 годах работал старшим коллектором, а затем геологом на нефтеразведочных работах в селе Омпарети (историческая область Гурия). Заинтересовавшись вопросом происхождения нефти, пришёл к выводу, что она образуется одновременно с горными породами, заполняя «промежутки между кристаллами ортоклазов совершенно аналогично тому, как кварц в гранитах или авгит в диабазах».
В 1932 году переехал с семьёй в Батум, продолжив работу по нефтеразведке.
Скончался там же в ноябре 1936 года.

## Память
Имя В. Н. Тюшова увековечено в камчатской топонимике: р. Тюшевка, Тюшевские источники, ледники Правый Тюшовский и Левый Тюшовский на Кроноцком полуострове, ледник Тюшова на вулкане Шивелуч, кратер Тюшова на Харчинском вулкане.